# Acapulco rock
Acapulco rock es el octavo álbum infantil de Tatiana, que se lanzó a finales del 2000 en México y en abril del 2001 en los Estados Unidos.

## Información del álbum
Originalmente, este álbum iba a corresponder a canciones de Francisco Gabilondo Soler, quien fuera autor de numerosas canciones infantiles muy populares generaciones atrás gracias a su personaje Cri-Cri, surgido de un programa radiofónico que el cantautor tuvo a mediados de los años de 1930 y principios de los de 1960 en México y cuyas melodías se hicieron muy famosas internacionalmente. Sin embargo, los familiares no estuvieron de acuerdo en que Tatiana modernizara las piezas originales con ritmos distintos originales, quedándose trunco entonces este proyecto que iba a ser un homenaje a Gabilondo Soler. Sin embargo, en cuestión de tiempo esta idea fue sustituida por la idea de interpretar las canciones populares del rock de los años 50 y 60 en México, por lo que el proyecto contempló piezas que habrían sido interpretadas tanto en español como «Despeinada» y «Popotitos» y otras que habrían sido originales en inglés, como «Hasta luego, cocodrilo» («See You Later Alligator»). Además, con el lanzamiento de este álbum, el programa El espacio de Tatiana también experimentaría una nueva imagen que haría alusión al álbum en cuestión, ya que el foro donde se presentaba fue adecuado a una escenografía con objetos que hacían referencia a los 50 y 60, como las rockolas, automóviles clásicos, entre otros.

## Sencillos
Únicamente se desprende el sencillo «Acapulco rock» de este álbum, que es el tema que abre las canciones del CD, debido a que la grabación del álbum fue relativamente rápida; además de que Tatiana se encontraba embarazada en aquel entonces. Acompaña al sencillo un videoclip, que se filmó en noviembre del 2000 y se presentó por primera vez a mediados de diciembre de este mismo año en el programa de la cantante.

## Lista de canciones
| #   | Título                                     | Duración | Compositor                                                             |
| --- | ------------------------------------------ | -------- | ---------------------------------------------------------------------- |
| 1.  | «Acapulco rock»                            | 2:32     | Edwin Medina                                                           |
| 2.  | «La favorita del profesor»                 | 2:37     | Jesús Hinojosa                                                         |
| 3.  | «Despeinada»                               | 3:20     | Palito Ortega Chico Navarro                                            |
| 4.  | «El gato loco»                             | 2:03     | Stefan Zeniuk                                                          |
| 5.  | «Popotitos»                                | 3:15     | Larry Williams                                                         |
| 6.  | «Hasta luego, cocodrilo»                   | 3:07     | Robert Guidry                                                          |
| 7.  | «La plaga»                                 | 2:32     | Robert Blackwell John Marascalco                                       |
| 8.  | «Rock del reloj»                           | 2:54     | Max C. Freedman James E. Myers                                         |
| 9.  | «Niña con vestido azul»                    | 2:37     | Roberto Fiorilli                                                       |
| 10. | «El perro lanudo»                          | 2:33     | Mickey Lee Lane                                                        |
| 11. | «Rock del angelito»                        | 2:51     | Johnny Laboriel                                                        |
| 12. | «Mahna-mahna»                              | 2:23     | Piero Umiliani                                                         |
| 13. | «Popurrí: Pata-pata/Bule-bule/Hanky Panky» | 5:02     | Miriam Makeba Jerry Ragovoy Domingo Zamudio Jeff Barry Ellie Greenwich |
| 14. | «El día»                                   | 3:58     | Luis Demetrio                                                          |